# Kominform
Kominform ist die Abkürzung für Kommunistisches Informationsbüro (offiziell Informationsbüro der Kommunistischen und Arbeiterparteien), das von 1947 bis 1956 ein überstaatliches Bündnis verschiedener kommunistischer Parteien war, dominiert von der KPdSU unter Josef Stalin. Es trat an die Stelle der 1943 aufgelösten Komintern, deren Apparat inoffiziell weitergeführt wurde.

## Mitglieder
| Staat                          | Partei                                                                           |
| ------------------------------ | -------------------------------------------------------------------------------- |
| Albanien                       | Kommunistische Partei Albaniens bzw. ab 1948 Partei der Arbeit Albaniens         |
| Bulgarien                      | Bulgarische Sozialistische Partei bzw. ab 1948 Bulgarische Kommunistische Partei |
| DDR (ab 1949 Beobachterstatus) | Sozialistische Einheitspartei Deutschlands                                       |
| Frankreich                     | Kommunistische Partei Frankreichs                                                |
| Italien                        | Kommunistische Partei Italiens                                                   |
| Jugoslawien (bis 1948)         | Kommunistische Partei Jugoslawiens                                               |
| Polen                          | Polnische Vereinigte Arbeiterpartei                                              |
| Rumänien                       | Rumänische Arbeiterpartei                                                        |
| Sowjetunion                    | Kommunistische Partei der Sowjetunion                                            |
| Tschechoslowakei               | Kommunistische Partei der Tschechoslowakei                                       |
| Ungarn                         | Ungarische Kommunistische Partei bzw. ab 1948 Partei der Ungarischen Werktätigen |

Sitz des Kominform war anfangs Belgrad, nach dem Ausschluss Jugoslawiens 1948 wurde der Sitz nach Bukarest verlegt.

## Geschichte
Seit 1946 versuchte Stalin, den Einflussbereich der Sowjetunion in Ost- und Südeuropa zu einer festen Einheit zusammenzufassen und den Führungsanspruch der KPdSU in ideologischer und politischer Hinsicht durchzusetzen. Nach mehrmonatigen Konsultationen wurden schließlich zunächst mit Ausnahme Albaniens, aber unter Beteiligung der Kommunistischen Parteien aus Frankreich und Italien die Führer der osteuropäischen Parteien für den 22. bis 27. September 1947 zur Gründungskonferenz des Kominform in den polnischen Kurort Szklarska Poręba (Schreiberhau) eingeladen.
Die sowjetische Seite vertrat dabei die Auffassung, dass die Welt sich in zwei große Lager gespalten habe und die Beziehungen zwischen den kommunistischen Parteien im Interesse der Selbstbehauptung noch enger ausgestaltet werden müssten.
Die Gründung des Kominform erfolgte offiziell am 30. September 1947, nicht zuletzt als Reaktion der Sowjetunion auf den Marshallplan der Vereinigten Staaten von Amerika. Das Kominform sollte die Zusammenarbeit aller moskauhörigen sogenannten kommunistischen und Arbeiterparteien weltweit organisieren. Insofern bildete es die Nachfolgeorganisation der 1919 auf Initiative Lenins gegründeten Komintern, die 1943 im Zuge des Zweiten Weltkriegs aufgelöst worden war, gewissermaßen als Geste der Kooperationsbereitschaft der UdSSR mit dem Westen im Rahmen der Anti-Hitler-Koalition. Das Kominform verfügte nicht über einen großen Apparat wie es bei der Komintern der Fall war. Es bestand eigentlich nur aus der mit etwa 50 Mitarbeitern zunächst in Belgrad und seit 1948 in Bukarest ansässigen Redaktion des in verschiedenen Sprachen herausgegebenen Zentralorgans Für dauerhaften Frieden, für Volksdemokratie.
Während des Krieges war die Sowjetunion mit den im Grunde ideologischen Gegnern USA und Großbritannien militärisch in der sogenannten Anti-Hitler-Koalition verbündet und bildete zusammen mit ihnen und anderen Staaten die alliierten Kriegsgegner Deutschlands. Nach dem Krieg verschärften sich wieder die wirtschaftlichen, sozialen und politischen Interessengegensätze insbesondere zwischen den Großmächten USA und UdSSR, die ab 1946 in den Kalten Krieg mündeten. Die Gründung des Kominform war eine sowjetische Reaktion auf diese Entwicklung. Während der Gründungsdebatte hielt Andrei Schdanow seine Rede zu der zuvor von US-Präsident Harry S. Truman vertretenen Ansicht der Zwei Lager. Als zwischenparteiliche Institution war das Kominform de facto eine Befehlszentrale der KPdSU, durch die eine weitgehende Konformität der neun Mitgliedsparteien erreicht werden sollte, so wie dies schon in der Komintern spätestens ab 1924/25 der Fall war, nachdem Josef Stalin die Macht in der Sowjetunion übernommen hatte. Albanien ersuchte am 26. Oktober 1947 ebenfalls um eine Mitgliedschaft.
Das Gremium erfüllte jedoch nicht die in Moskau gehegten Erwartungen. Gegen den Versuch, die Organisation linientreu nach den Vorstellungen Stalins zu gestalten, sträubte sich Jugoslawiens Parteichef Josip Broz Tito vehement. Er beharrte auf dem Prinzip der Gleichberechtigung der zusammengeschlossenen Parteien. Am 28. Juni 1948 beschloss daraufhin eine Kominform-Konferenz auf sowjetischen Vorschlag den Ausschluss der jugoslawischen Kommunisten. Der Wert des Kominform sank, nachdem es nicht gelungen war, Jugoslawien im Sommer 1948 wieder der Autorität der Sowjetunion zu unterstellen und auch die Kommunistische Partei Chinas unter Mao Zedong nicht beigetreten war. Eine im Dezember 1948 in Moskau weilende Delegation der SED stellte den Antrag, in das Kominform aufgenommen zu werden. Dieser wurde jedoch von Stalin mit der Begründung abgelehnt, dass die SED noch nicht reif genug sei.
Am 29. November 1949 rief die Kominform ihre Mitglieder offen zum Sturz des jugoslawischen Staatschefs Tito und zum Kampf gegen den Titoismus auf. Nach Stalins Tod (1953) erfolgte im Zuge der Entstalinisierung unter dem neuen sowjetischen Ministerpräsidenten Nikita Chruschtschow 1956 die Auflösung des Kominform.
Spätestens seit dem Sieg der Kommunisten im Chinesischen Bürgerkrieg 1949 unter Mao Zedong und der Gründung der Volksrepublik China hatte der Einfluss auch anderer kommunistischer Gesellschaftsentwürfe neben dem der Sowjetunion und auch in Konkurrenz zu ihr zugenommen. Der bestimmende Einfluss des Kominform war in der bisherigen Form nicht mehr aufrechtzuerhalten.
In Osteuropa und einigen anderen kommunistisch ausgerichteten Staaten bildeten andere Bündnisse zwischen jenen Staaten für die Sowjetunion zweckmäßigere Alternativen. So waren schon vor Auflösung des Kominform 1949 der Rat für gegenseitige Wirtschaftshilfe (RGW) als wirtschaftliche Allianz und 1955 der Warschauer Pakt als militärische Allianz der entsprechenden Staaten entstanden.
Als in der Kominform-Zeitung „Für dauerhaften Frieden, für Volksdemokratie“ am 17. April 1956 in Bukarest die Auflösung der Organisation mitgeteilt wurde, bewegte das Ende des kommunistischen Parteienbündnisses die breite Öffentlichkeit nicht mehr sonderlich.